# دوبيلوماب
دوبيلوماب هو جسم مضاد وحيد النسيلة مصمم لعلاج بعض الأمراض الاستشرائية أو الأمراض التأتبية مثل الإكزيما، طورته ريجينيرون وسانوفي جنزايم.
منحته إدارة الغذاء والدواء الأمريكية صفة علاج اختراقي لتعجيل وصوله إلى الأسواق. حصل على ترخيص إدارة الغذاء والدواء في عام 2017. حسب تقديرات عام 2017 فإنه يكلف المريض 37,000 دولار أمريكي في السنة.

## الاستعمالات الطبية
لإنترلوكين 4 وإنترلوكين 13 دور في الآمراض التحسسية، خصوصا الربو والتهاب الجلد التأتبي.